# Боверинг, Джоди
Джоди Боверинг (англ. Jodie Bowering); (род. 7 июля 1982) ― австралийский игрок в софтбол. Также работает учителем физкультуры. Играет в софтбол на матчах областного, национального и международного уровня. В национальных соревнованиях она представляет Квинсленд. Выступая за австралийскую сборную на Олимпиаде 2008 года в Пекине, была удостоена бронзовой медали.

## Жизнь и работа
Боверинг родилась 7 июля 1982 года в Квинсленде, Австралия. На данный момент проживает в городах Бундал и Редклифф (Квинсленд). Её мать, Кэрол Дрейпер, является чемпионом по водным лыжам.
Боверинг преподаёт физическую культуру и здоровье в Норф-Лейкс-Стейт-колледже. В 2009 и 2010 годах работала при правительстве штата Квинсленд, осуществляя подготовку учителей физкультуры.

## Спортивная карьера
Мать Боверинг сначала предложила своей дочери начать играть в тибол (teeball, детская разновидность бейсбола), чтобы потом, когда ей исполнится 6 лет, она смогла начать играть в софтбол. Сама мать также играла в местном софтбольном клубе. В 2008 году Джоди участвовала в Открытом женском чемпионате Квинсленда, где она играла за команду Брисбена. Боверинг училась в Австралийском институте спорта и выступала за его команду в 2008 и 2009 годах. На национальных соревнованиях представляет штат Квинсленд: в частности, в 2007 году на выступала за команду штата на национальном чемпионате Gilleys Shield. Была членом квинслендской команды и в 2008 году, а также в 2012 году, также на Gilleys Shield.
Боверинг представляет Австралию, играя в Австралийской женской сборной по софтболу. Вместе со сборной принимала участие в 2007 году в серии матчей против Китая в Редлендсе. Это было её первое международное соревнование в составе австралийской команды. Джоди выиграла бронзовую медаль на летних Олимпийских играх 2008 года  и приняла участие в параде олимпийцев в Аделаиде по возвращении на родину. В марте 2009 года тренировалась со своей командой в тренировочном лагере в Брисбене. В 2010 году её команда осуществила 11-дневный спортивный тур в Калифорнии. Представляла Австралию в 2009 году на Чемпионате мира по Софтболу, в котором австралийская команда заняла второе место. она была членом команды, которая конкурировала в 2010 году мир женщин Софтбол Чемпионат. В 2012 году играла в составе Австралийской женской сборной по софтболу. В марте 2012 года её команда провела семь игр в серии испытаний против Японии в Канберре.